# Canoas (ort i Costa Rica)
Canoas är en ort i Costa Rica.   Den ligger i provinsen Puntarenas, i den sydöstra delen av landet, 210 km sydost om huvudstaden San José. Canoas ligger 128 meter över havet och antalet invånare är 4 573.
Terrängen runt Canoas är platt åt sydväst, men åt nordost är den kuperad. Runt Canoas är det ganska tätbefolkat, med 62 invånare per kvadratkilometer. Närmaste större samhälle är Corredor, 16,7 km nordväst om Canoas. Omgivningarna runt Canoas är en mosaik av jordbruksmark och naturlig växtlighet.